# Ceny Asociace televizních kritiků
Ceny Asociace televizních kritiků (anglicky TCA Awards) je ocenění, které každoročně uděluje Asociace televizních kritiků jako uznání za vynikající práci v televizním průmyslu. V letech 2020 a 2021 byly ceremoniály uskutečněny online vzhledem k pandemii covidu-19.

## Kategorie
- Pořad roku
- Nejlepší nový pořad
- Nejlepší individuální výkon – drama
- Nejlepší individuální výkon – komedie
- Nejlepší výkon – drama
- Nejlepší výkon – komedie
- Nejlepší výkon ve filmu, minisérii a televizní speciál
- Nejlepší výkon v oblasti novinářství a zpráv
- Nejlepší výkon v reality show
- Nejlepší výkon – sketch/variety show
- Nejlepší výkon v pořadu pro mládež
- Ocenění za úspěch v kariéře
- Ocenění za dědictví